# Andrena eremobia
Andrena eremobia is een vliesvleugelig insect uit de familie Andrenidae. De wetenschappelijke naam van de soort is voor het eerst geldig gepubliceerd in 1933 door Guiglia.